# Colonia San Francisco, Zacatecas
Colonia San Francisco är en ort i Mexiko.   Den ligger i kommunen Noria de Ángeles och delstaten Zacatecas, i den centrala delen av landet, 400 km nordväst om huvudstaden Mexico City. Colonia San Francisco ligger 2 133 meter över havet och antalet invånare är 1 314.
Terrängen runt Colonia San Francisco är en högslätt. Runt Colonia San Francisco är det ganska glesbefolkat, med 21 invånare per kvadratkilometer. Närmaste större samhälle är Loreto, 17,6 km väster om Colonia San Francisco. Trakten runt Colonia San Francisco består till största delen av jordbruksmark.